# John Klingberg
Pour les articles homonymes, voir Klingberg.
John Andersson Klingberg (né le 14 août 1992 à Lerum en Suède) est un joueur professionnel suédois de hockey sur glace. Il évolue au poste de défenseur. Il est le frère de Carl Klingberg.

## Biographie

### Carrière en club
Formé au Lerums BK, il débute en senior dans l'ELitserien avec le Frölunda HC en 2010. Lors du repêchage d'entrée dans la LNH 2010, il est choisi au cinquième tour, à la 131e place au total par les Stars de Dallas. Il remporte le Trophée Le Mat 2010 avec le Skellefteå AIK. Il part en Amérique du Nord en avril 2013 et est assigné par Dallas à leur club ferme de la Ligue américaine de hockey, les Stars du Texas. Le 11 novembre 2014, il joue son premier match avec les Stars dans la Ligue nationale de hockey face aux Coyotes de l'Arizona. Il sert sa première aide le 16 novembre 2014 chez les Blackhawks de Chicago. Le 20 novembre 2014, il marque son premier but face aux Coyotes de l'Arizona.
Lors de la saison 2022-2023, il joue pour les Ducks d'Anaheim puis avec le Wild du Minnesota. Au total, il obtient 10 buts et 23 assistances en 67 match. Les Maple Leafs de Toronto s’entendent ensuite avec Klingberg sur les termes d’un contrat d’une saison qui rapportera 4,15 millions $ au défenseur.
Le directeur général des Maple Leafs, Brad Treliving, annonce le 5 décembre 2023 que Klingberg doit subir une chirurgie à la hanche et que sa saison est terminée.

### Carrière internationale
Il représente la Suède au niveau international. Il prend part aux sélections jeunes.

## Statistiques

### En club
| Saison     | Équipe                 | Ligue       |     | Saison régulière | Saison régulière | Saison régulière | Saison régulière | Saison régulière |   | Séries éliminatoires | Séries éliminatoires | Séries éliminatoires | Séries éliminatoires | Séries éliminatoires |
| Saison     | Équipe                 | Ligue       | PJ  | B                | A                | Pts              | Pun              | PJ               | B | A                    | Pts                  | Pun                  |                      |                      |
| 2010-2011  | Frölunda HC            | Elitserien  | 26  | 0                | 5                | 5                | 10               | -                | - | -                    | -                    | -                    |                      |                      |
| 2010-2011  | Borås HC               | Allsvenskan | 7   | 1                | 0                | 1                | 2                | -                | - | -                    | -                    | -                    |                      |                      |
| 2011-2012  | Jokerit Helsinki       | SM-liiga    | 20  | 1                | 2                | 3                | 8                | -                | - | -                    | -                    | -                    |                      |                      |
| 2011-2012  | Kiekko-Vantaa          | Mestis      | 6   | 1                | 4                | 5                | 0                | -                | - | -                    | -                    | -                    |                      |                      |
| 2011-2012  | Skellefteå AIK         | Elitserien  | 16  | 1                | 3                | 4                | 6                | 16               | 0 | 4                    | 4                    | 14                   |                      |                      |
| 2012-2013  | Skellefteå AIK         | Elitserien  | 25  | 1                | 12               | 13               | 6                | 13               | 1 | 3                    | 4                    | 8                    |                      |                      |
| 2012-2013  | Stars du Texas         | LAH         | -   | -                | -                | -                | -                | 1                | 0 | 0                    | 0                    | 0                    |                      |                      |
| 2013-2014  | Frölunda HC            | SHL         | 50  | 11               | 17               | 28               | 12               | 7                | 0 | 4                    | 4                    | 2                    |                      |                      |
| 2013-2014  | Stars du Texas         | LAH         | 3   | 0                | 1                | 1                | 4                | -                | - | -                    | -                    | -                    |                      |                      |
| 2014-2015  | Stars du Texas         | LAH         | 10  | 4                | 8                | 12               | 6                | -                | - | -                    | -                    | -                    |                      |                      |
| 2014-2015  | Stars de Dallas        | LNH         | 65  | 11               | 29               | 40               | 32               | -                | - | -                    | -                    | -                    |                      |                      |
| 2015-2016  | Stars de Dallas        | LNH         | 76  | 10               | 48               | 58               | 30               | 13               | 1 | 3                    | 4                    | 2                    |                      |                      |
| 2016-2017  | Stars de Dallas        | LNH         | 80  | 13               | 36               | 49               | 34               | -                | - | -                    | -                    | -                    |                      |                      |
| 2017-2018  | Stars de Dallas        | LNH         | 82  | 8                | 59               | 67               | 26               | -                | - | -                    | -                    | -                    |                      |                      |
| 2018-2019  | Stars de Dallas        | LNH         | 64  | 10               | 35               | 45               | 12               | 13               | 2 | 7                    | 9                    | 6                    |                      |                      |
| 2019-2020  | Stars de Dallas        | LNH         | 58  | 6                | 26               | 32               | 22               | 26               | 4 | 17                   | 21                   | 14                   |                      |                      |
| 2020-2021  | Stars de Dallas        | LNH         | 53  | 7                | 29               | 36               | 23               | -                | - | -                    | -                    | -                    |                      |                      |
| 2021-2022  | Stars de Dallas        | LNH         | 74  | 6                | 41               | 47               | 34               | 7                | 0 | 1                    | 1                    | 26                   |                      |                      |
| 2022-2023  | Ducks d'Anaheim        | LNH         | 50  | 8                | 16               | 24               | 30               | -                | - | -                    | -                    | -                    |                      |                      |
| 2022-2023  | Wild du Minnesota      | LNH         | 17  | 2                | 7                | 9                | 4                | 4                | 1 | 3                    | 4                    | 0                    |                      |                      |
| 2023-2024  | Maple Leafs de Toronto | LNH         | 14  | 0                | 5                | 5                | 8                | -                | - | -                    | -                    | -                    |                      |                      |
| Totaux LNH | Totaux LNH             | Totaux LNH  | 633 | 81               | 331              | 412              | 255              | 63               | 8 | 31                   | 39                   | 48                   |                      |                      |

### En équipe nationale
| Année | Équipe    | Évènement                   |    | PJ | B | A | Pts | Pun | +/-           |  | Résultat |
| 2011  | Suède U20 | Championnat du monde junior | 6  | 1  | 1 | 2 | 0   | +2  | 4e place      |  |          |
| 2012  | Suède U20 | Championnat du monde junior | 6  | 0  | 3 | 3 | 4   | +1  | Médaille d'or |  |          |
| 2015  | Suède     | Championnat du monde        | 7  | 2  | 4 | 6 | 0   | +9  | 5e place      |  |          |
| 2017  | Suède     | Championnat du monde        | 10 | 2  | 4 | 6 | 2   | +7  | Médaille d'or |  |          |
| 2018  | Suède     | Championnat du monde        | 10 | 1  | 5 | 6 | 4   | +6  | Médaille d'or |  |          |
| 2019  | Suède     | Championnat du monde        | 5  | 2  | 2 | 4 | 2   | -1  | 5e place      |  |          |

## Trophées et honneurs personnels

### LNH
- 2014-2015 : nommé dans l'équipe d'étoiles recrues
- 2017-2018 : participe au 63e Match des étoiles de la LNH